# Sabine Kühlich
Sabine Kühlich (Gera, 1 februari 1973) is een Duitse jazzmuzikante (zang, saxofoon, klarinet, toetsen) van de modern jazz.

## Biografie
Kühlich kreeg op 6-jarige leeftijd pianoles en ontdekte op 15-jarige leeftijd de saxofoon. Vervolgens studeerde ze vanaf 1991 psychologie aan de Universität Würzburg. Tijdens de studie ontwikkelde ze echter een hartstocht voor de jazz. Ze studeerde als gast aan de Hochschule für Musik Würzburg jazzsaxofoon. In 1999 wisselde ze naar het conservatorium in Maastricht om daarna tot 2005 jazzzang te studeren aan het conservatorium in Amsterdam. In 2004 studeerde ze een half jaar tijdens de masterstudie compositie en arrangement bij Dave Liebman, Michael Abene en Phil Markowitz. Ze formeerde haar eigen band. Tournees brachten haar in 2003 naar Zuidoost-Azië en in 2007 naar Brazilië.
Sinds 2004 was ze meermaals met Sheila Jordan in Duitsland op concertreis. In 2008 toerde ze met Sam Vloemans door België en Nederland. Met de gitarist Adam Rafferty vormde ze het duo Adam & Sabine en met Anne Czichowsky de band Lines for Ladies. In oktober 2017 zong ze samen met Samira Saygili het door Peter Autschbach gecomponeerde orkestwerk Wir sind Demokratie tijdens het 6e congres van de industrievakbond IG Bergbau, Chemie, Energie voor 1100 gedelegeerden.
Sinds januari 2006 is Kühlich docente aan het conservatorium in Maastricht. In de jazzclub Jakobshof in Aken richtte ze haar eigen reeks Vocal Spot op, die ze sinds 2007 in Keulen verder leidt. Daarnaast werkt ze in het project 'Jazz for Pänz' met kinderen.

## Onderscheidingen
Kühlich kreeg in oktober 2007 bij het International Vocal Contest in Brussel de tweede prijs en ze was ook finaliste bij de Leidse Jazz Award en het 20e Concour de la Chanson in Amsterdam. In 2008 werd ze tijdens het Montreux Jazz Festival onderscheiden met de 1e prijs van de International Montreux Jazz Voice Competition en ze kreeg ook een publieksprijs. Bij het duoconcours 'Voice and Guitar' was ze met Adam Rafferty in 2010 onder de prijsdragers.

## Discografie
- 2001: It Could Happen to You (2001) – Sabine Kühlich Quartett[4]
- 2004: Fly Away – Sabine Kühlich & CRISP! feat. Sheila Jordan (met Tine Schneider, Hubert Winter, Rudi Engel, Bill Elgart)
- 2006: Two Generations of Singers – Sheila Jordan & Sabine Kühlich (met Stefan Michalke en Stefan Werni)
- 2006: Girl meets Guitar – Adam en Sabine (met Adam Rafferty)
- 2016: Lines for Ladies Feat. Sheila Jordan & Kristin Korb Live! (Da Music, met Laia Genc en Anne Czichowsky)

- Gemeinsame Normdatei: 135463971
- International Standard Name Identifier: 0000 0000 5664 7584
- MusicBrainz: aab15ea2-40be-4787-86e1-bf6db4c27a5c
- Virtual International Authority File: 80200800
- WorldCat: E39PBJmHCkv3FTHYYCkRVXJ4bd